# Tetranychus bambusae
Tetranychus bambusae är en spindeldjursart som beskrevs av Wang och Ma 1981. Tetranychus bambusae ingår i släktet Tetranychus och familjen Tetranychidae. Inga underarter finns listade i Catalogue of Life.